# هنري أونيل
هنري أونيل، من مواليد 10 أغسطس 1891، وتوفي بتاريخ 18 مايو 1961، وهو ممثل سينمائي أمريكي، شارك في عدة أفلام، ومنها فيلم اعترافات جاسوس نازي.

## حياته المبكرة
وُلِد هنري أونيل في أورانج، نيو جيرسي في 10 أغسطس 1891، ونشأ هناك قبل أن ينتقل إلى لوس أنجلوس، كاليفورنيا.